# São João de Negrilhos
São João de Negrilhos is een plaats (freguesia) in de Portugese gemeente Aljustrel en telt 1 723 inwoners (2001).

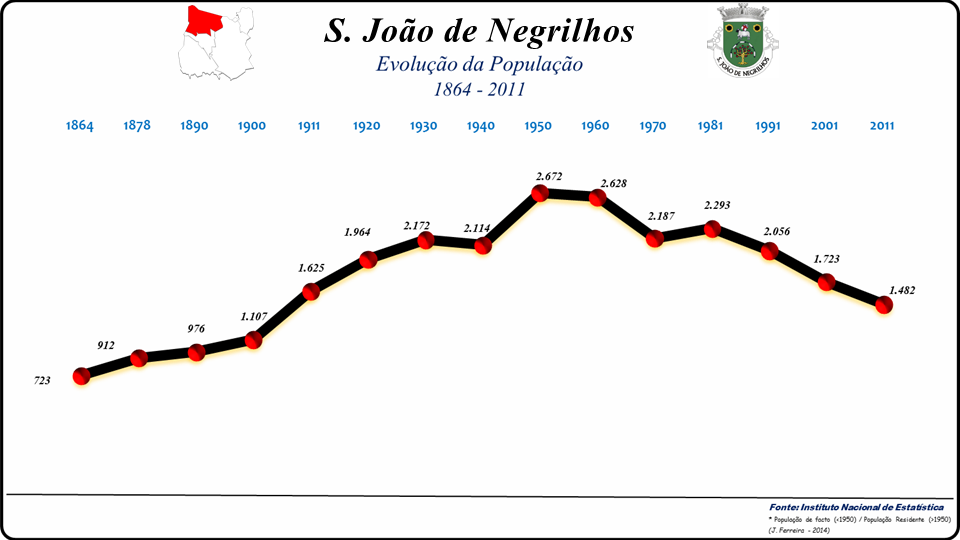
Bevolkingsontwikkeling tussen 1864 en 2011